# 盧尼亞

卢尼亚庄园里的牛棚

盧尼亞，是愛沙尼亞塔爾圖縣盧尼亞市鎮内的小鎮及其行政中心，位於該國東南部，處於首都塔林東南面170公里，海拔高度43米，2012年該小鎮人口为579人。
58°21′25″N 26°52′45″E / 58.35694°N 26.87917°E